# にっこり梨

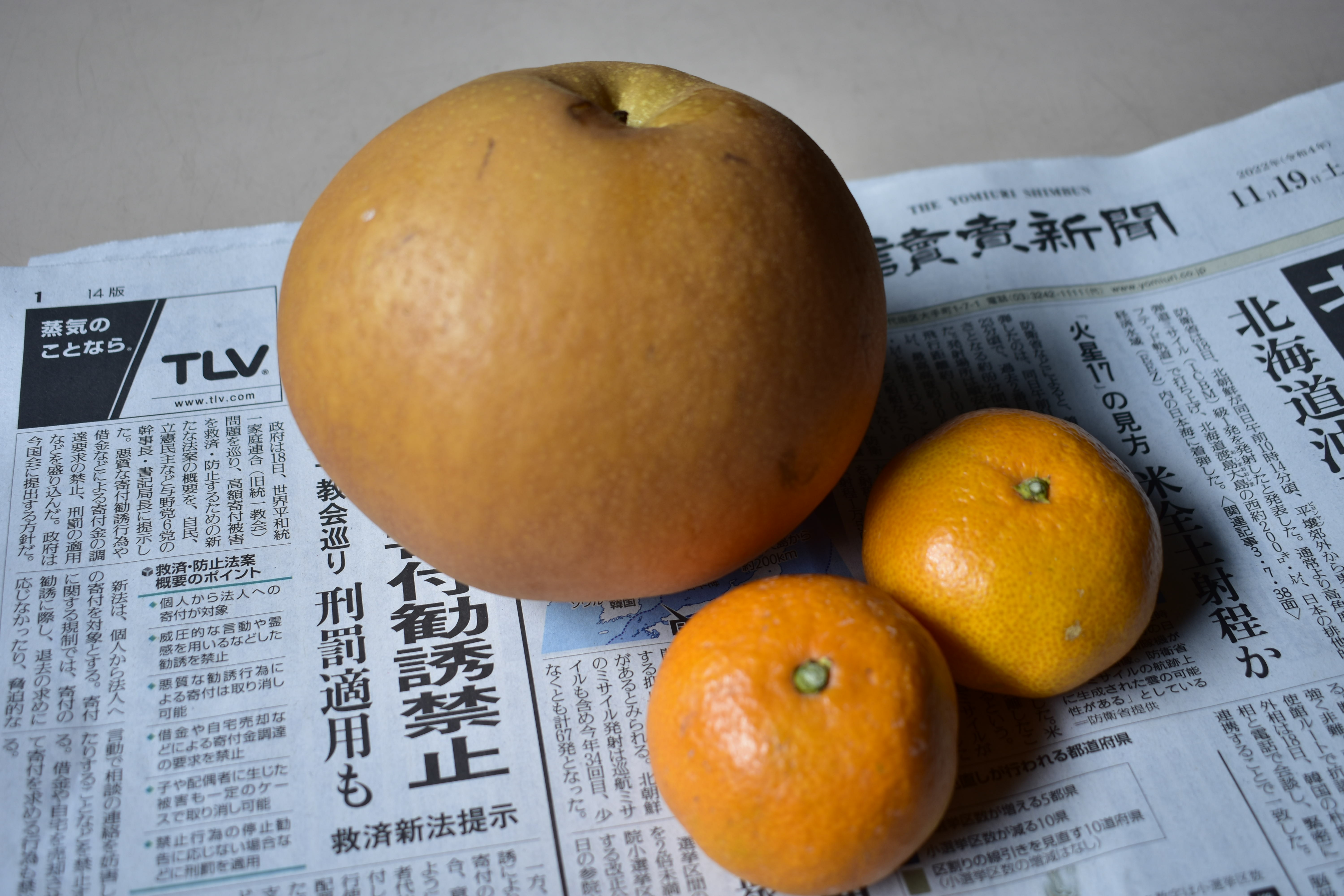
にっこり梨

にっこり梨（にっこりなし）は、日本ナシの一品種である。1984年（昭和59年）に栃木県農業試験場が「新高」（にいたか）に「豊水」（ほうすい）を交配した実生から選抜育成して、1996年（平成8年）に品種登録された。品種としては赤ナシで、日持ちが良く貯蔵性に優れるため輸出や贈答などに需要がある。大型に育つことが特徴であり、1個あたり850グラム程度から1.3キログラムを超えるものもある。

## 経緯
栃木県は日本ナシの産地で、日照量が多く豊かな水資源に恵まれ、ミネラル分と養分に富んだ黒ボク土壌がその栽培に適している。『47都道府県くだもの百科』（2017年）によれば、栽培面積は日本で5位、収穫量の順位は千葉県と茨城県に次いで3位である。栽培される品種は、「幸水」（こうすい）と「豊水」（ほうすい）の2種で8割近くを占めている。
幸水と豊水は消費者からの人気が安定しているが、そのために競合する産地が多いという難点があった。この2品種の出荷は8月から9月に集中するため、それより遅れて10月から11月に収穫可能な品種が必要になった。この時期に収穫可能な品種は新高のみであった。新高は天の川（あまのがわ）と今村秋（いまむらあき）を交配した品種といい、大型で日持ちが良く果肉は柔軟で水気と甘みに富んでいた。しかし、新高は消費者からの評価が低かった。
ナシの育種は、多大な時間と手間を必要とする作業である。幸水を例にとると、1941年（昭和16年）に菊水と早生幸蔵の交配したものがその6年後に初めて結実していたが、品種登録が叶ったのは1959年（昭和34年）になってからのことであった。目に見える成果が現れにくいナシの育種を手がけるのは国の果樹試験場くらいしか存在せず、したがって栃木県でも実施する予定はなかった。
栃木県におけるナシの新品種育成は1984年（昭和59年）に始まった。その契機となったのはその年の春、栃木県農業試験場果樹部長を務めていた青木秋広が主任研究員の金子友昭に、「新高頃の梨の育種をしたらどうだい」と勧めたことであった。青木は今までの経験から、ナシの新たな品種開発に取り組む必要を感じていた。彼が声をかけた金子はナシの研究に15年にわたって取り組んでいる人物であり、ナシに対する思い入れは強かった。
青木の言葉は金子の心に強く残り、小規模ながらも新品種の育成に踏み出すことになった。まず1984年（昭和59年）の春に新高と幸水・豊水の交配から始めた。現在多く栽培されているナシの品種は、肉質を優先する観点から二十世紀の系統につながるものがほとんどであったが、新高は二十世紀とのつながりがない希少な品種であり、これがにっこり梨の優れた特質を引き出した。
1985年（昭和60年）3月に交配後の種子を播種し、「新高×豊水」32個体と「新高×幸水」60個体の実生苗が得られた。翌年4月に早期の結実を促す目的で、これらの実生苗を長十郎に高接ぎした。この際に実生苗に番号を付与し、後に「にっこり」となる個体は「二-十一」と呼ばれていた。
初の結実は、1989年（平成元年）の秋であった。同時に交配した系統の大部分は9月に熟期を迎えるものであり、新高のような遅い熟期のものはなかった。この結果は金子をかなり失望させたが、果実自体の調査では「二-十一」の果実には甘みはなかったものの肉質自体は良く、両親から引き継いだ特性を超えて大きく育っていた。「二-十一」は熟期が10月下旬から11月上旬とかなり遅く、金子はこの系統に新たな品種誕生の希望を見い出した。やがて「二-十一」の果実は年を追うごとに甘みを増していったという。
金子はナシ農家数人に「こんな梨があるんだけどどうだろう」と「二-十一」について話題を出してみた。しかし、当時のナシ農家は幸水と豊水の2大品種で安定した農業経営が可能だったため、「そんなに遅い梨はいらない」というつれない返事が戻ってくるのみであった。このような反応の鈍さのため、金子は「二-十一」の品種登録を一度は断念した。
事態が動いたのは、1992年（平成4年）の秋であった。農業試験場の大会議室を会場として、農業協同組合や普及関係者などで組織された首都圏園芸技術者連絡会議果樹部会のナシ試食会が開かれた。この会のテーマとして取り上げられたのは、新高以降のナシの品種の件であった。この時期に出回るナシの品種は少なかったため、金子は会を盛り上げる一助になればとの思いで「二-十一」を出品した。
品種の検討会では大田原市で栽培が始まっていた「かおり」という品種とともに「二-十一」が注目された。栃木県経済連（当時、現JA全農とちぎ）園芸課技術参与の麦倉勲と調査役大山登は「二-十一」を試食して「これは絶対に売れる、名前を付けてぜひ出すべきだ」と強く勧めた。麦倉はその味の良さに注目し、大山は東京の事務所にいた経験から出た意見であった。
「二-十一」は農家のリーダーたちが組織する農業士会果樹部会でも試食され、高く評価された。これらの意見は金子に前へと進む勇気を与え、「二-十一」の種苗登録出願への道が開け始めた。
1993年（平成5年）、金子は「二-十一」育種の仕事を後任の高橋健夫に引き継いだ。高橋は改めて種苗登録への調査を開始した。この年は冷夏のためにナシの品質が悪く価格が暴落していて、農家に対する打撃となっていた。高橋は農家の窮地を解決するため、「二-十一」の登録を急ぐことにした。
このとき、新品種の名称について問題が発生した。その問題とは、いかにもインパクトがあり、なおかつ親しみやすい名前にしなければならないということであった、名称についての問題は高橋の悩みの種となり、プレッシャーから眠れない夜を日々過ごすほどであった。この問題は、高橋が偶然テレビ番組で観た「日光」の特集が解決の糸口になった。「にっこり梨」という名称は栃木県を代表する観光地「日光（にっこう）」と梨の中国語読み「リー」を組み合わせ、そこに「食べてにっこり、作ってにっこり」との思いをも込めた命名であった。高橋は登録へ向けてさらに働き続け、1994年（平成6年）3月31日付で種苗登録出願を果たした（出願番号6756）。登録が認められたのは、1996年（平成8年）8月22日だった（登録番号5138）。
ナシについて、新たな品種の出る確率は700分の1、その品種が全国的に普及できる確率は7000分の1という。「にっこり梨」について金子は「にっこりは野球で言うとヒットを狙ってホームランが出た」と評していた。
1999年（平成7年）10月、天皇と美智子皇后が農業試験場を訪問した。にっこり梨について美智子皇后は「とても優しそうな良いお名前ですね」と称賛したという。

## 品種の特徴

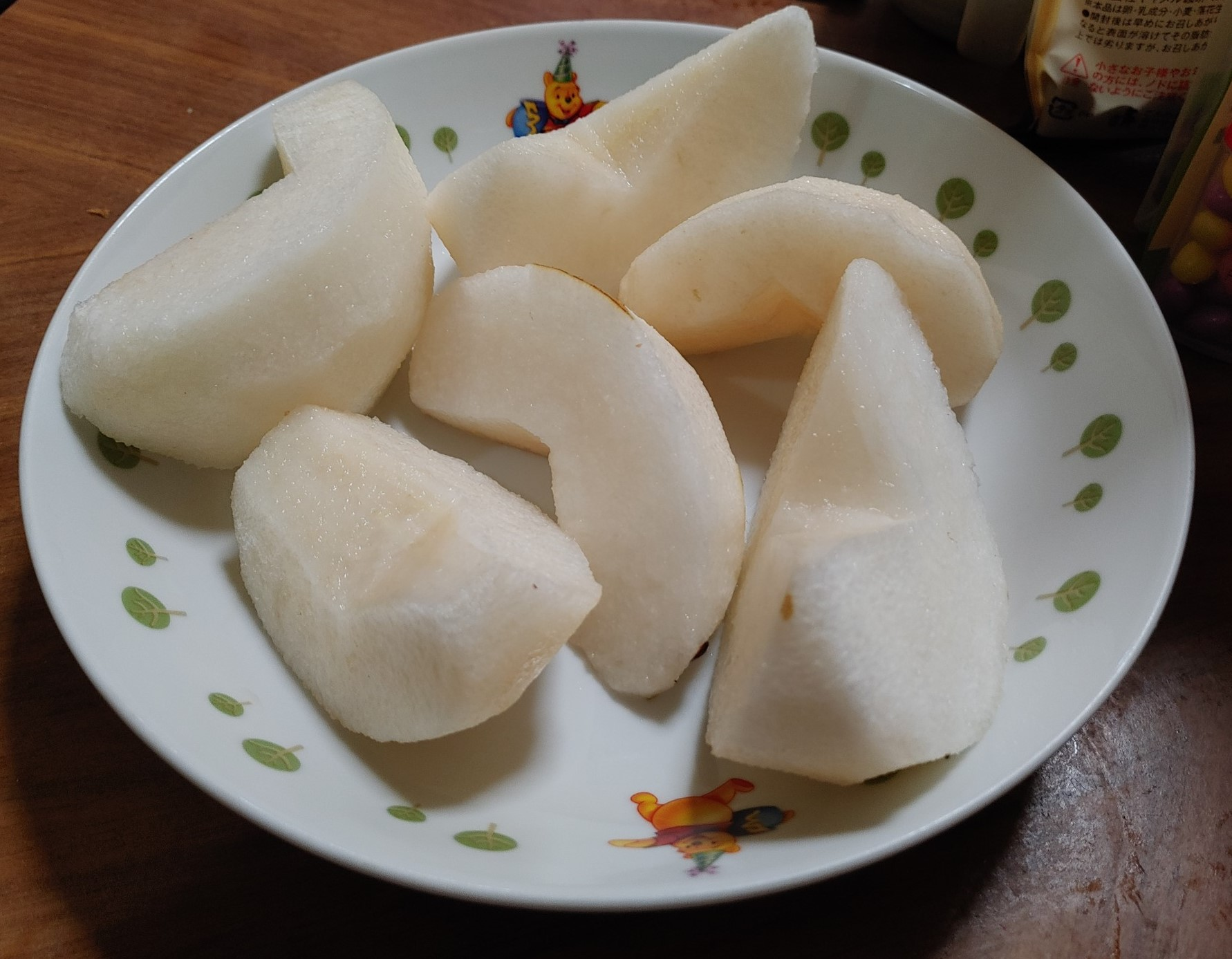
カットしたにっこり梨

にっこり梨は晩生種に分類され、育成地である宇都宮市では10月中下旬に成熟する。花は4月上旬に開花し、これは幸水や豊水より早いが、収穫に至るのは最後となる。この品種は大型に育つことが特徴であり、1個あたり850グラム程度から1.3キログラムを超えるものもある。
品種としては赤ナシで、肉質は滑らかで、歯触りがよくて糖度が高い。果肉はやや雪白色で、果汁は多いが酸味は弱く香気はごく少ない。この品種に限らず、日本ナシは大型のものほど甘くなる。
果実の形は円形で果皮は赤褐色を呈する。木の樹勢は強く、開花する直前の花色は淡桃色だが、花弁の色は白である。
この品種は貯蔵性に優れるという利点があり、正月ごろまで市場に出回る。この貯蔵性を生かして、船便での東南アジア方面の輸出や贈答用に需要がある。

## 栽培や利用など
にっこり梨は育成地の宇都宮市を始め、芳賀町、大田原市などで栽培されている。栃木県の梨の栽培面積、約800ヘクタールのうち約70ヘクタールが、にっこり梨の栽培面積である。
農林水産省による平成30年産の品種別栽培面積では、1.0パーセント（93.5ヘクタール）である。品種登録以降、産地は栃木県内に限られていたが、日本国内でのブランド化を目指して2010年（平成22年）から栃木県以外でも栽培可能となり、茨城県や千葉県にも栽培地が広がっている。
宇都宮市のナシ農家では、まず8月の幸水に始まり、豊水、あきづき、新高、甘太、さらににっこり梨と11月ごろまで順次出荷している。4月上旬の開花後に受粉作業を行う時点で、収穫時期となる180-190日後にどのくらいまで育つかを予想する。その上で木につく果実を摘果して、残したものを大きな果実に育て上げる。
近年の労働力不足を解決する方策として、JAうつのみやとナシ農家が協力して「ジョイント栽培」などの新しい栽培方法を取り入れている。ジョイント栽培とは、木の主枝を一方向に伸長させえその先端を隣の木に接ぎ木をして一直線に仕立てる栽培法である。この方法の利点として、老齢化したナシの木を植え替えるとその後5年以上収益が見込めなくなるが、ジョイント栽培を取り入れると3年目から収穫可能となって5年目には安定した収入が見込める。さらに収穫する際の動線が単純化されるため、省力化と早期の多収も可能となり、栽培面積の拡大も見込める。
JAうつのみやでは、収穫後のナシをコンテナ詰めにして選果場に運搬している。選果場に送られたナシは1玉ごとにラインに載せられ、人の目とと光センサーを併用して形や大きさ、糖度や熟度を計測した後に箱詰めされている。同JAでは糖度が10度に満たない場合は「にっこり梨」として出荷せず、糖度13度以上を目標としている。
にっこり梨については、商品の開発も進んでいる。芳賀町のナシ農家は、2017年（平成25年）5月から完熟にっこり梨を使った地サイダーとして「とちぎにっこり梨の祭だぁー」という商品名で自身の直売所や道の駅、観光地、通信販売等で商品販売を開始した。そして「完熟にっこり梨の飴」や果汁を使った発泡酒の商品化や加工場の新設などでさらに付加価値を高め、売り上げの増加を目指している。